# Blarney Castle

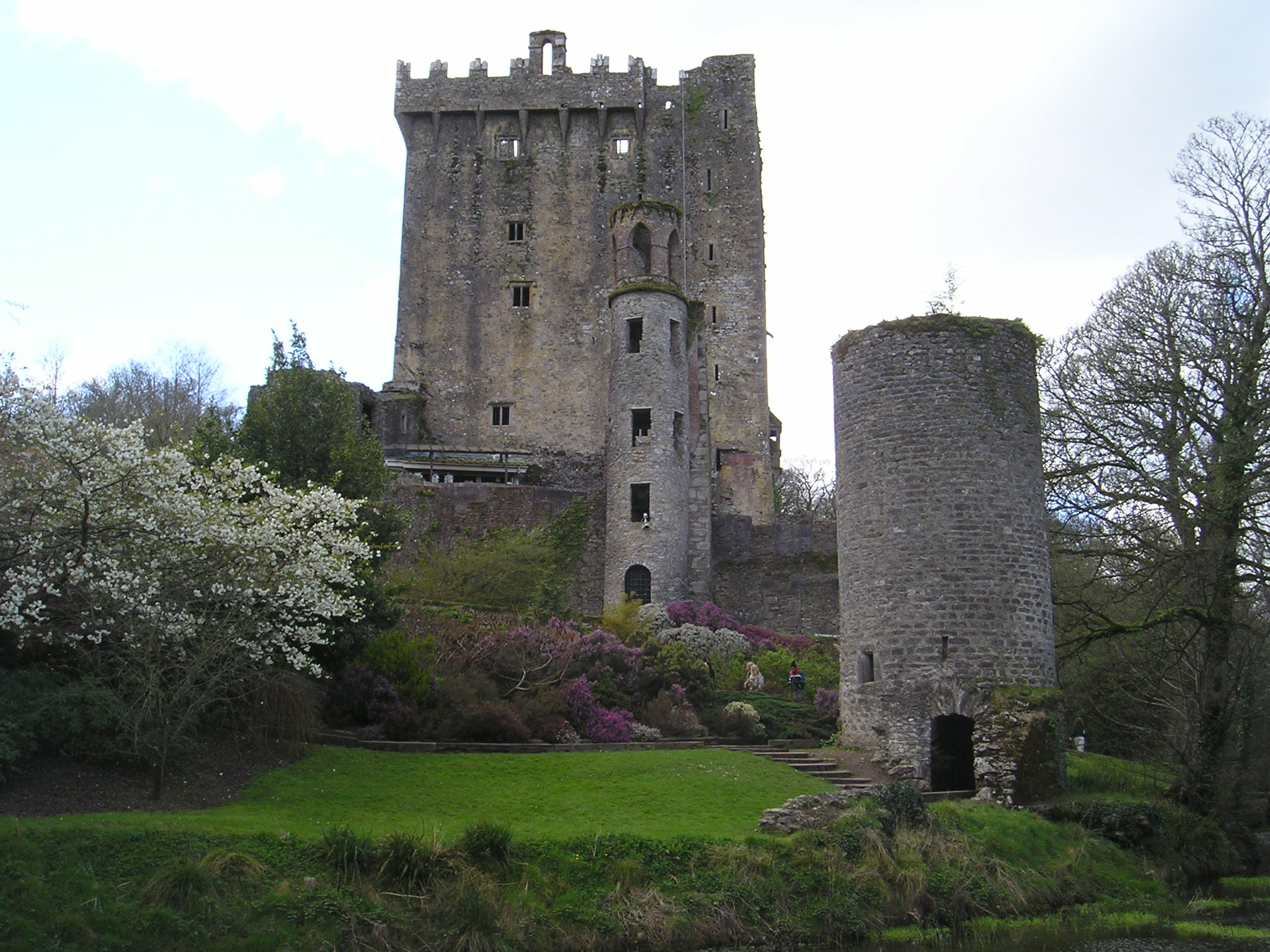
Blarney Castle, Westansicht

Blarney Castle (irisch Caisleán na Blarnan)  befindet sich in dem irischen Dorf Blarney (An Bhlarna) sieben Kilometer nordwestlich der Stadt Cork.

## Geschichte

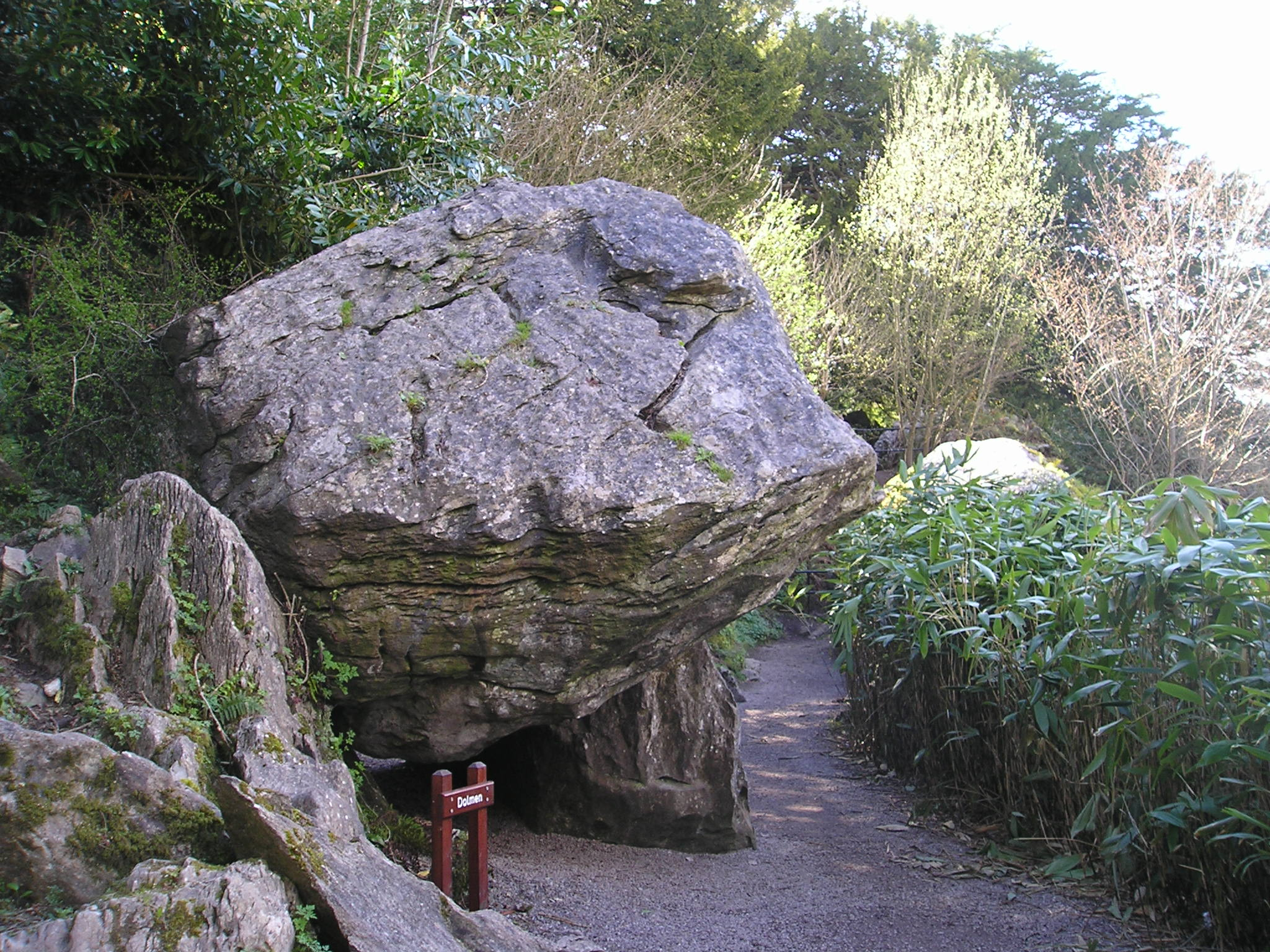
Dolmen nahe Blarney Castle

Die ursprüngliche Holzburg an diesem Ort wurde im 10. Jahrhundert erbaut, jedoch 1210 durch einen Steinbau ersetzt. Nach der Zerstörung ließ der König von Munster, Dermot McCarthy, sie als Familiensitz wiederherstellen. Von diesem Bau blieb der Keep erhalten.
Oliver Cromwells Truppen nahmen die Burg 1646 mittels Kanonen ein, mussten jedoch feststellen, dass die Bewohner durch drei lange Tunnel mitsamt allen wertvollen Gegenständen geflüchtet waren. Fünfzehn Jahre später, als Karl II. den Thron Englands bestieg, nahm die Familie McCarthy die Burg wieder in Besitz.
1690 wurden alle irischen Adligen enteignet und entmachtet. Die McCarthys wurden gezwungen, Blarney Castle zu verlassen. 1703 erwarb der Gouverneur von Cork, Sir James Jefferyes, das Anwesen.

## Der Blarney Stone
- siehe auch Hauptartikel Cliodhna

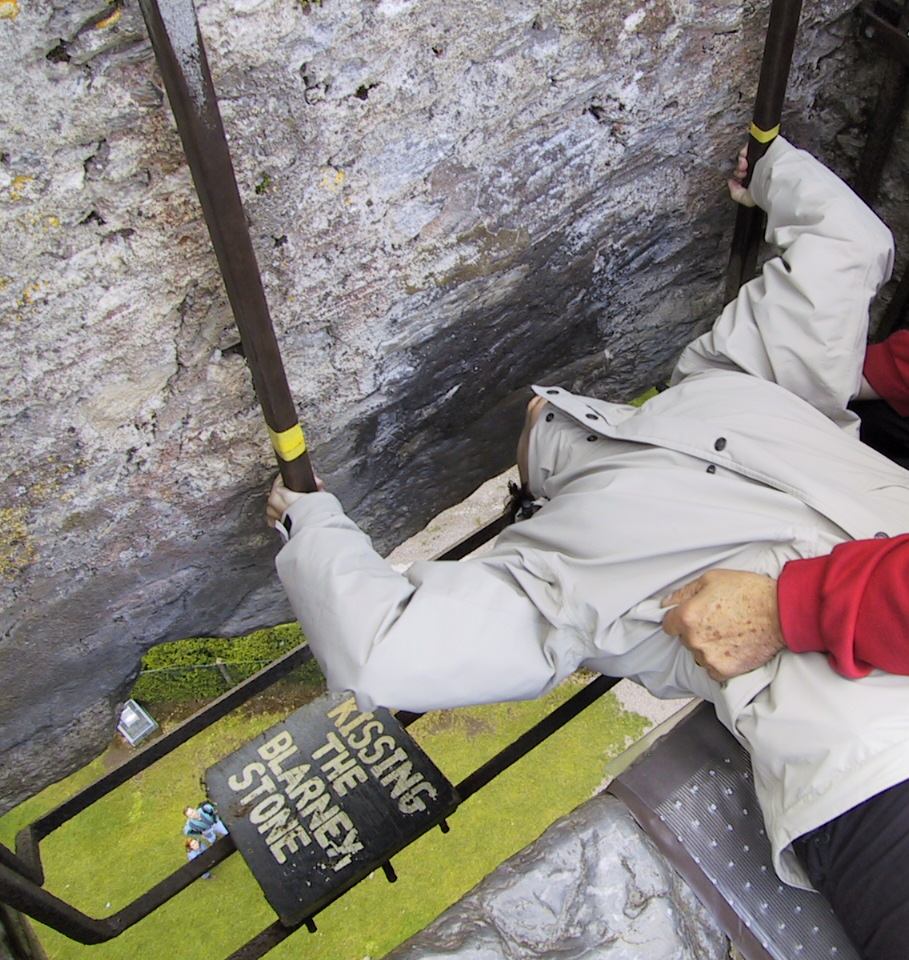
Kuss des Blarney Stone

An der Außenseite des oberen Wehrgangs des Keeps befindet sich der Blarney Stone oder Stone of Eloquence (deutsch: „Stein der Sprachgewandtheit“), angeblich die Hälfte des Steins von Scone, den Kreuzritter aus dem Heiligen Land mitbrachten und auf dem die schottischen Könige fortan gekrönt wurden. Cormac McCarthy erhielt ihn 1314 von Robert the Bruce für seine treuen Dienste in der Schlacht von Bannockburn. Der Legende nach erlangt derjenige, der den Blarney Stone küsst, die Gabe des freien Sprechens. Für Iren und Briten ist der Begriff Blarney im Alltag somit gleichbedeutend mit hohlen Floskeln oder unüberlegtem Gerede. Das umgangssprachliche „Blabla“, das im Deutschen verwendet wird, beruht jedoch nicht auf dem Wort Blarney.
Eine Sage behauptet, dass Königin Elisabeth I. persönlich diese Redewendung geprägt haben soll. Nach endlosen Ausflüchten von Cormac Teige McCarthy bei den Verhandlungen um die Übergabe der Burg soll die Königin beim Lesen des Verhandlungsprotokolls ausgerufen haben, dass das doch alles Blarney sei.

## Heutige Nutzung
Blarney Castle ist heutzutage aufgrund der großen Bekanntheit in der englischsprachigen Welt eine der populärsten Tourismusattraktionen Irlands. Jährlich küssen Zehntausende den Stein der Sprachgewandtheit, wobei man sich kopfüber über die Brüstung lehnen muss. Das gesamte Dorf Blarney um die Burg herum ist komplett auf den Tourismus ausgelegt. Blarney Castle selbst ist von Gärten umgeben, in denen sich verschiedene bemerkenswerte Felsformationen befinden, wie beispielsweise der Druidenkreis (englisch: Druid’s Circle), die Hexenhöhle (englisch: Witch’s Cave) und die Wunschtreppe (englisch: Wishing Steps). Die Bäche um die Burg herum sind mit Cent-Münzen übersät.